# Gymnothorax dorsalis
Gymnothorax dorsalis es una especie de pez de la familia de los morénidas en el orden de los Anguilliformes.

## Morfología
Los machos pueden llegar a alcanzar los 82,2 cm de longitud total.

## Distribución geográfica
Se encuentra en Hong Kong, Estrecho de Malaca, Malasia y Taiwán.